# Víctor García de Gomar
Víctor García de Gomar (Barcelona, 1975) és un gestor cultural català.
Amb formació musical i com a gestor cultural García de Gomar va cantar deu anys a l'Orfeó Català i va participar com a baríton en petites produccions operístiques. Tanmateix, va triar la gestió cultural com a camp professional. Té estudis de dret i un postgrau en direcció i gestió d'institucions, empreses i plataformes culturals a la Universitat Pompeu Fabra, així com diversos programes de direcció a l'IESE Business School i a la Kellogg School of Management de Chicago.
L'any 2000 fou contractat pel Servei de Música de la Fundació La Caixa. Un any després va començar a treballar al Festival de Músiques Religioses i del Món de Girona, el qual va dirigir a partir del 2007. A Girona també ha desenvolupat altres projectes culturals, essent el director del 'Festival Nits de Clàssica', com a programador musical a l'Auditori-Palau de Congressos de Girona. El 2005 va ser nomenat director artístic de l'Auditori de Girona. Entre els anys 2011 i 2019 exercí com a director artístic adjunt del Palau de la Música. A Sevilla va ser gerent de l'Orquestra Barroca i va formar part de projectes com el Festival de Música Antiga de Barcelona, el consell general de la Música d'Espanya de la UNESCO i el departament de música de La Caixa. El 2019 fou nomenat director artístic del Gran Teatre del Liceu, substituint a l'anterior responsable, Christina Scheppelmann.